# Кудрявцев, Борис Николаевич
Борис Николаевич Кудрявцев (род. 1949) — театральный певец (баритон) и педагог, народный артист России, профессор.

## Биография
Родился 13 января 1949 года в Мурманске в семье военнослужащего.
В 1966 году окончил среднюю общеобразовательную школу в городе Вязьма Смоленской области и в следующем году поступил в музыкальное училище при Московской консерватории (вокальное отделение, преподаватель Г. И. Тиц).
В 1968 году Борис Кудрявцев был призван в ряды Советской армии: служил в ансамбле песни и пляски Московского военного округа, затем — в Центральной группе войск в Чехословакии. Окончив службу, продолжил обучение в том же вузе — музыкальном училище при Московской консерватории у того же преподавателя. Окончив училище в 1973 году, поступил в Московскую государственную Консерваторию им. П. И. Чайковского (МГК им. П. И. Чайковского) на вокальный факультет также в класс профессора Тица.
Окончил консерваторию в 1978 года и уже на четвёртом курсе обучения был принят в стажерскую труппу Государственного Академического Большого театра СССР. По окончании стажировки был переведен в труппу солистов театра. За время работы в театре исполнил ряд ведущих партий баритонового репертуара, его партнерами по сцене были такие известные исполнители, В. Атлантов, Т. Милашкина, И. Архипова, Е. Образцова, Т. Синявская, Н. Терентьева, В. Соткилава и другие. Проработав в театре по 1982 год, до 1984 года являлся солистом Всесоюзного радио и Центрального телевидения.
В 1986 году Борис Кудрявцев был принят в Московскую государственную филармонию на должность солиста-вокалиста. В 1991 году стал солистом Московского академического музыкального театра имени К. С. Станиславского и В. И. Немировича-Данченко, где проработал до 2006 года. Одновременно занимался педагогической деятельностью: с 1999 года по 2000 год преподавал в Южной Корее в Сеульском университете, с 1996 года преподавал в московском музыкальном колледже при МГК им. П. И. Чайковского. C 2010 года является заведующим кафедрой вокала на факультете культуры и музыкального искусства в Московском государственном гуманитарном университете им. М. А. Шолохова. В этом же году Б. Н. Кудрявцеву присвоено Высшей аттестационной комиссией ученое звание профессора сольного пения. Является членом жюри многих международных конкурсов, в числе которых «Романсиада», конкурс им. Обуховой, «Современное искусство и образование», «Музы мира», конкурс итальянской музыки «Competizione dell Opera» и другие.
Удостоен почётных званий «Заслуженный артист Российской Федерации» (1997) и «Народный артист Российской Федерации» (2003).